# Liste des mammifères du Japon

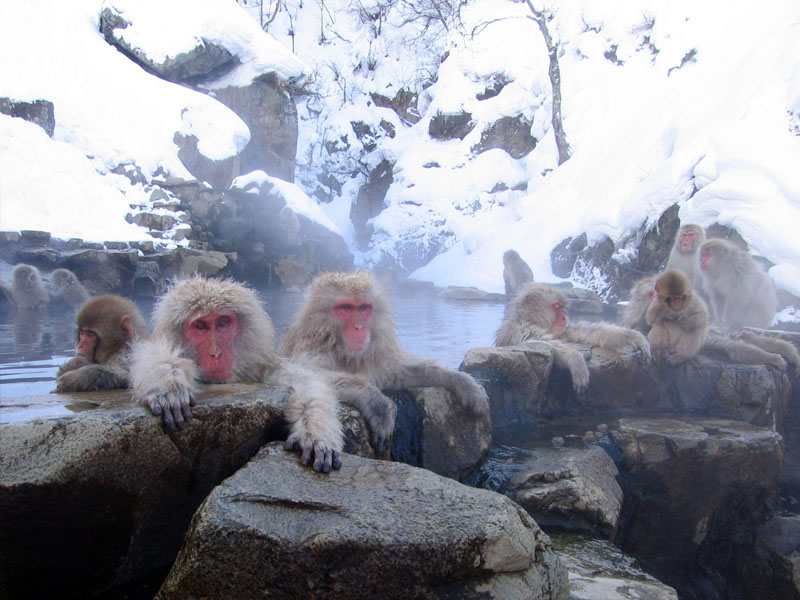
Groupe de macaques japonais dans une source chaude au Parc aux singes de Jigokudani

Voici dans cet article la liste des mammifères vivant sur les îles du Japon. Décrits pour la première fois dans le cinquième volume de Fauna Japonica sorti en 1838 rédigé par Coenraad Jacob Temminck à partir des notes et dépouilles collectées par Philipp Franz von Siebold dans les années 1820. Riche d’une culture prolifiques et influente, les mammifères du Japon sont reconnus dans le monde par l’intermédiaire des arts et du tourisme, comme le cerf sika ou encore le macaque japonais. Caractérisée par sa faible diversité d’espèces de gros mammifères, notamment d’ongulés, l’archipel japonais possède néanmoins un grand nombre de sous-espèces endémiques souvent mises en avant dans la culture locale, comme le chat d’Iriomote ou le tanuki d’Ézo.

## Caractéristiques géographiques
Le Japon en tant qu’archipel adjacent au continent asiatique, est constitué d’un ensemble d’îles où les espèces ayant migré depuis le continent durant les périodes glaciaires, formant des populations distinctes. S’étendant sur 3 000 km du nord au sud et abritant des zones montagneuses de plus de 3 000 m d’altitude, l’archipel couvre une grande diversité d’environnements, allant de la zone subarctique à la zone subtropicale. Dans ce contexte, plus de 30 % des quelque 130 espèces de mammifères terrestres du Japon sont des espèces endémiques, réparties en sept genres endémiques. Dans les régions proches du continent eurasiatique comme les îles d’Hokkaidō ou Tsushima, ces espèces endémiques coexistent avec des espèces de l’île principale.
D’un point de vue zoogéographique, de par plusieurs barrières naturelles, notamment la ligne de Blakiston (en) dans le détroit de Tsugaru entre Hokkaidō et Honshū, ainsi que la Ligne de Watase (ja), les populations de mammifères du Japon sont divisée en deux grands groupes : les espèces du Paléarctique présentes au nord de la ligne de Watase et les espèces d’écozone Indomalaise originaires d’Asie du Sud-Est, présentes au sud de cette ligne. Au Japon, les animaux sont de ce fait, divisés en quatre catégories associée à une région du pays : 
- L’archipel principal : moto (本?), constitué des îles de Honshū (本州?), Shikoku (四国?) et Kyūshū (九州?). En japonais, les espèces sont souvent désignée sous le terme de ニホン ; 日本 (Nihon?, Japon) , sous-entendant qu’il s’agisse du véritable Japon, ou encore ホンド ; 本土 (Hondo?, pouvant se traduire par « terre principale »), mais à l’international, le terme de « Honshū » est souvent maladroitement employé.
- Le nord :  kita (北?)：avec l’île septentrionale d’Hokkaidō (北海道?), où les espèces sont plus semblables à celle se trouvant en Europe. Anciennement désignée sous les noms : d’Ézo, Yeso ou encore Jesso, cette dénomination se retrouve parfois pour désigner les sous-espèces locales.
- Les îles : shima (島?) : Désignant les îles très éloignées de l’archipel principal, les îles Ryūkyū. Les espèces, endémiques de ces îles et en petit nombre, sont pour la plupart menacées.

## Conservation
Cette liste répertorie les espèces de mammifères recensées au Japon (à l'exclusion des populations d’animaux domestiques et ceux détenus en captivé). Parmi les 172 espèces de mammifère recensées : 112 mammifères terrestres autochtones, (dont les espèces endémiques sont identifiées ci-dessous ; ce nombre inclut 37 espèces de chauves-souris), 19 espèces introduites, 40 espèces de cétacés, ainsi que le dugong — 162 figurent dans la région du Japon sur la Liste rouge de l'UICN. Parmi celles-ci, trois taxons sont considérés comme en danger critique d'extinction, : Rat à épines d’Okinama (Tokudaia muenninki), le Murin de de Yanbaru (Myotis yanbarensis) et la Murine ténébreuse (Murina tenebrosa), vingt-deux sont en danger, huit sont vulnérables et onze sont quasi menacées. Le lion de mer du Japon et la pipistrelle des îles Bonin (Pipistrellus sturdeei) sont considérés comme éteints.
La Liste rouge du Ministère de l'Environnement (Japon) de 2020 classe également comme éteints la rousette d'Okinawa (Pteropus loochoensis) la loutre du Japon, ainsi que la sous-espèce de Rhinolophe de Miyako,.
En janvier 2023, quinze espèces et sous-espèces ont été désignées comme « Espèces en voie de disparition » (ja) par décret du Cabinet du Japon, conformément à la loi japonaise de 1992 sur la conservation des espèces en danger de la faune et de la flore sauvages (en).

### Statuts des listes rouges de l’UICN
| (EX) | Éteint                  | Il n'y a pas le moindre doute sur le fait que le dernier spécimen recensé est mort.                                                                   |
| (EW) | Éteint à l'état sauvage | L'espèce est connue uniquement en captivité ou en tant que population naturalisée bien en dehors de son ancienne aire de répartition.                 |
| (CR) | En danger critique      | L'espèce risque prochainement de s'éteindre à l'état sauvage.                                                                                         |
| (EN) | En danger               | L'espèce fait face à un très gros risque d'extinction à l'état sauvage.                                                                               |
| (VU) | Vulnérable              | L'espèce fait face à un gros risque d'extinction à l'état sauvage.                                                                                    |
| (NT) | Quasi menacé            | L'espèce ne satisfait pas un ou plusieurs des critères prévus qui permettraient de la catégoriser, mais pourrait risquer de s'éteindre dans le futur. |
| (LC) | Préoccupation mineure   | Il n'y a pas de risque identifiable pour l'espèce. |
| (DD) | Données insuffisantes   | Il n'y a pas d'information adéquate qui permettraient de faire une évaluation des risques pour cette espèce.                                          |
| (NE) | Non évalué              | L'espèce n'a pas encore été confrontée aux critères précédents, n'est pas reconnue par l'UICN ou bien s'est éteinte avant le XVIe siècle.             |

## Ordre:Primates

### Famille:Hominidés
| Nom vulgaire français et japonais, Nom binominal et citation d’auteur | Origine et statut | Aire de répartition | Statut UICN | Image |
| --------------------------------------------------------------------- | ----------------- | ------------------- | ----------- | ----- |
| Être humain ヒト (Hito) Homo sapiens Linnæus, 1758                    | Autochtone        |                     | (LC)        |       |

### Famille:Cercopithécidés
| Nom vulgaire français et japonais, Nom binominal et citation d’auteur       | Sous espèces et auteur                                                      | Origine et statut | Aire de répartition | Statut UICN | Image |
| --------------------------------------------------------------------------- | --------------------------------------------------------------------------- | ----------------- | ------------------- | ----------- | ----- |
| Macaque japonais ニホンザル (Nihon-zaru) Macaca fuscata Blyth, 1875         | Macaque de Honshū M. f. fuscata Gray, 1870                                  | Endémique         |                     | (LC)        |       |
| Macaque japonais ニホンザル (Nihon-zaru) Macaca fuscata Blyth, 1875         | Macaque de Yakushima M. f. yakui Kuroda, 1940                               | Endémique         |                     | (LC)        |       |
| Macaque de Formose タイワンザル (Taiwan-zaru) Macaca cyclopis Swinhoe, 1863 | Macaque de Formose タイワンザル (Taiwan-zaru) Macaca cyclopis Swinhoe, 1863 | Espèce introduite |                     | (LC)        |       |
| Macaque rhésus アカゲザル (Akage-zaru) Macaca mulatta Zimmermann, 1780      | Macaque rhésus アカゲザル (Akage-zaru) Macaca mulatta Zimmermann, 1780      | Espèce introduite |                     | (LC)        |       |

## Ordre:Lagomorphes

### Famille:Leporidés
| Nom vulgaire français et japonais, Nom binominal et citation d’auteur                    | Sous espèces et auteur                                                                   | Origine et statut | Aire de répartition | Statut UICN | Image |
| ---------------------------------------------------------------------------------------- | ---------------------------------------------------------------------------------------- | ----------------- | ------------------- | ----------- | ----- |
| Lièvre variable ユキウサギ (Yuki-usagi) Lepus timidus Linnaeus, 1758                     | Lièvre d’Ézo (ja) エゾユキウサギ (Ezo-yuki-usagi) L. t. ainu Thomas, 1905                | Autochtone        |                     | (LC)        |       |
| Lièvre du Japon ニホンノウサギ (Nihon-nousagi) Lepus brachyurus Temminck, 1845           | Lièvre du Tōhoku トウホクノウサギ (Tōhoku-nō-usagi) L. b. angustidens Thomas, 1907       | Endémique         |                     | (LC)        |       |
| Lièvre du Japon ニホンノウサギ (Nihon-nousagi) Lepus brachyurus Temminck, 1845           | Lièvre de Kyūshū キュウシュウノウサギ (Kyūshū-nō-usagi) L. b. brachyurus Temminck, 1845  | Endémique         |                     | (LC)        |       |
| Lièvre du Japon ニホンノウサギ (Nihon-nousagi) Lepus brachyurus Temminck, 1845           | Lièvre de Sado サドノウサギ (Sado-nō-usagi) L. b. lyoni Allen, 1903                      | Endémique         |                     | (LC)        |       |
| Lièvre du Japon ニホンノウサギ (Nihon-nousagi) Lepus brachyurus Temminck, 1845           | Lièvre d’Oki オキノウサギ (Oki-nō-usagi) L. b. okiensis Kuroda, 1924                     | Endémique         |                     | (LC)        |       |
| Lapin domestique カイウサギ (Kai-usagi) Oryctolagus cuniculus Linnaeus, 1758             | Lapin domestique カイウサギ (Kai-usagi) Oryctolagus cuniculus Linnaeus, 1758             | Espèce introduite | Ōkunoshima          | (NE)        |       |
| Lapin des Ryūkyū アマミノクロウサギ (Amami-no-kurousagi) Pentalagus furnessi Stone, 1900 | Lapin des Ryūkyū アマミノクロウサギ (Amami-no-kurousagi) Pentalagus furnessi Stone, 1900 | Endémique         |                     | (EN)        |       |

### Famille:Ochotonidés
| Nom vulgaire français et japonais, Nom binominal et citation d’auteur        | Sous espèces et auteur    | Origine et statut | Aire de répartition | Statut UICN | Image |
| ---------------------------------------------------------------------------- | ------------------------- | ----------------- | ------------------- | ----------- | ----- |
| Pika du Nord エゾナキウサギ (Ezo-nakiusagi) Ochotona hyperborea Pallas, 1811 | O. h. yesoensis Abe, 1971 | Autochtone        |                     | (LC)        |       |

## Ordre:Rodentiens

### Famille:Soricidés
| Nom vulgaire français et japonais, Nom binominal et citation d’auteur                               | Sous espèces et auteur                                                             | Origine et statut | Aire de répartition | Statut UICN | Image |
| --------------------------------------------------------------------------------------------------- | ---------------------------------------------------------------------------------- | ----------------- | ------------------- | ----------- | ----- |
| Écureuil du Japon ニホンリス (Nihon-risu) Sciurus lis Temminck, 1844                                | S. l. lis Temminck, 1844                                                           | Endémique         |                     | (LC)        |       |
| Écureuil roux キタリス (Kita-risu) Sciurus vulgaris Linnaeus, 1758                                  | Écureuil roux d’Ézo (ja) エゾリス (Ezo-risu) S. v. orientis Blyth, 1844            | Autochtone        |                     | (LC)        |       |
| Écureuil à ventre rouge クリハラリス (Kurihara-risu) Callosciurus erythraeus Pallas, 1779           | C. e. taiwanensis Milne-Edwards, 1872                                              | Espèce introduite |                     | (LC)        |       |
| Tamia de Sibérie シベリアシマリス (Shiberia-shimarisu) Tamias sibiricus Laxmann, 1769               | Tamia d’Ézo (en) エゾシマリス (Ezo-shimarisu) T. s. lineatus Siebold, 1824         | Autochtone        |                     | (LC)        |       |
| Tamia de Sibérie シベリアシマリス (Shiberia-shimarisu) Tamias sibiricus Laxmann, 1769               | T. s. barberi Abe, 1935                                                            | Espèce introduite | (LC)                |             |       |
| Polatouche de Sibérie タイリクモモンガ (Tairiku-momonga) Pteromys volans Linnaeus, 1758             | Polatouche d’Ézo (en) エゾモモンガ (Ezo-momonga) P. v. orii Kuroda, 1921           | Autochtone        |                     | (LC)        |       |
| Polatouche du Japon ニホンモモンガ (Nihon-momonga) Pteromys momonga Temminck, 1844                  | Polatouche du Japon ニホンモモンガ (Nihon-momonga) Pteromys momonga Temminck, 1844 | Endémique         |                     | (LC)        |       |
| Pétauriste à joues blanches ホオジロムササビ (Hōjiro-musasabi) Petaurista leucogenys Temminck, 1827 | Petaurista leucogenys leucogenys Temminck, 1827                                    | Endémique         |                     | (LC)        |       |
| Pétauriste à joues blanches ホオジロムササビ (Hōjiro-musasabi) Petaurista leucogenys Temminck, 1827 | P. l. nikkonis Thomas, 1905                                                        | Endémique         |                     | (LC)        |       |
| Pétauriste à joues blanches ホオジロムササビ (Hōjiro-musasabi) Petaurista leucogenys Temminck, 1827 | P. l. oreas Thomas, 1905                                                           | Endémique         |                     | (LC)        |       |
| Pétauriste à joues blanches ホオジロムササビ (Hōjiro-musasabi) Petaurista leucogenys Temminck, 1827 | P. l. hintoni Mori, 1923                                                           | Endémique         |                     | (LC)        |       |

### Famille:Gliridés
| Nom vulgaire français et japonais, Nom binominal et citation d’auteur          | Sous espèces et auteur                                                         | Origine et statut | Aire de répartition | Statut UICN | Image |
| ------------------------------------------------------------------------------ | ------------------------------------------------------------------------------ | ----------------- | ------------------- | ----------- | ----- |
| Muscardin du Japon ニホンヤマネ (Nihon-yamane) Glirulus japonicus Schinz, 1845 | Muscardin du Japon ニホンヤマネ (Nihon-yamane) Glirulus japonicus Schinz, 1845 | Endémique         |                     | (NT)        |       |

### Famille:Muridés
| Nom vulgaire français et japonais, Nom binominal et citation d’auteur                                                     | Sous espèces et auteur                                                                               | Origine et statut | Aire de répartition | Statut UICN | Image |
| --- | --- | ----------------- | ------------------- | ----------- | ----- |
| Campagnol boréal ヒメヤチネズミ (Himeyachi-nezumi) Clethrionomys rutilus Pallas, 1779                                     | Campagnol de Mikado ミカドネズミ (Mikado-nezumi) M. r. mikado Thomas, 1905                           | Autochtone        |                     | (LC)        |       |
| Campagnol de Sundevall タイリクヤチネズミ (Tairiku-yachinezumi) Myodes rufocanus Sundevall, 1846                          | M. r. bedfordiae Thomas, 1905                                                                        | Autochtone        |                     | (LC)        |       |
| Campagnol à dos roux d’Ézo (en) ムクゲネズミ (Mukege-nezumi) Craseomys rex Imaizumi, 1971                                 | Campagnol à dos roux d’Ézo (en) ムクゲネズミ (Mukege-nezumi) Craseomys rex Imaizumi, 1971            | Endémique         |                     | (LC)        |       |
| Campagnol d'Anderson (en) ヤチネズミ (Yachi-nezumi) Craseomys andersoni Thomas, 1905                                      | Campagnol d'Anderson (en) ヤチネズミ (Yachi-nezumi) Craseomys andersoni Thomas, 1905                 | Endémique         |                     | (LC)        |       |
| Campagnol de Smith (en) スミスネズミ (Sumisu-nezumi) Eothenomys smithii Thomas, 1905                                      | Campagnol de Smith (en) スミスネズミ (Sumisu-nezumi) Eothenomys smithii Thomas, 1905                 | Endémique         |                     | (LC)        |       |
| Campagnol du Japon (ja) ニホンハタネズミ (Nihon-hata-nezumi) Microtus montebelli Milne-Edwards, 1872                      | Campagnol du Japon (ja) ニホンハタネズミ (Nihon-hata-nezumi) Microtus montebelli Milne-Edwards, 1872 | Endémique         |                     | (LC)        |       |
| Rat musqué マスクラット (Masukuratto) Ondatra zibethicus Linnaeus, 1766                                                   | Rat musqué マスクラット (Masukuratto) Ondatra zibethicus Linnaeus, 1766                              | Espèce introduite |                     | (LC)        |       |
| Mulot distingué アカネズミ (Aka-nezumi) Apodemus speciosus Temminck, 1844                                                 | Mulot du Japon (ホンドアカネズミ, Hondo-Akanezumi) A. s. speciosus                                   | Endémique         |                     | (LC)        |       |
| Mulot distingué アカネズミ (Aka-nezumi) Apodemus speciosus Temminck, 1844                                                 | Mulot de Sado (サドアカネズミ, Sado-Akanezumi) A. s. sadoensis                                       | Endémique         |                     | (LC)        |       |
| Mulot distingué アカネズミ (Aka-nezumi) Apodemus speciosus Temminck, 1844                                                 | Mulot de miyake (ミヤケアカネズミ, Miyake-Akanezumi) A. s. miyakensis                                | Endémique         |                     | (LC)        |       |
| Mulot distingué アカネズミ (Aka-nezumi) Apodemus speciosus Temminck, 1844                                                 | Mulot d’Izu (オオシマアカネズミ) A. s. navigator                                                     | Endémique         |                     | (LC)        |       |
| Mulot distingué アカネズミ (Aka-nezumi) Apodemus speciosus Temminck, 1844                                                 | Mulot des îles d’Oki (オキアカネズミ, Oki-Akanezumi) A. s. insperatus                                | Endémique         |                     | (LC)        |       |
| Mulot distingué アカネズミ (Aka-nezumi) Apodemus speciosus Temminck, 1844                                                 | Mulot de Tsushima (ツシマアカネズミ, Tsuchima-Akanezumi) A. s. tusimaensis                           | Endémique         |                     | (LC)        |       |
| Mulot distingué アカネズミ (Aka-nezumi) Apodemus speciosus Temminck, 1844                                                 | Mulot d’Hokkaido (エゾアカネズミ, Ezo-Akanezumi) A. s. ainu                                          | Endémique         |                     | (LC)        |       |
| Mulot distingué アカネズミ (Aka-nezumi) Apodemus speciosus Temminck, 1844                                                 | Mulot de Yakushima (セグロアカネズミ, Seguro-Akanzrumi) A. s. dorsalis                               | Endémique         |                     | (LC)        |       |
| Mulot de Corée ハントウアカネズミ (Hantō-aka-nezumi) Apodemus peninsulae Thomas, 1907                                     | A. p. giliacus Kuznetsov, 1948                                                                       | Autochtone        |                     | (LC)        |       |
| Mulot argenté ヒメネズミ (Hime-nezumi) Apodemus argenteus Temminck, 1844                                                  | Mulot argenté ヒメネズミ (Hime-nezumi) Apodemus argenteus Temminck, 1844                             | Endémique         |                     | (LC)        |       |
| Mulot rayé セスジネズミ (Sesuji-nezumi) Apodemus agrarius Pallas, 1771                                                    | Mulot rayé セスジネズミ (Sesuji-nezumi) Apodemus agrarius Pallas, 1771                               | Espèce introduite |                     | (LC)        |       |
| Rat des moissons カヤネズミ (Kaya-nezumi) Micromys minutus Pallas, 1771                                                   | | Autochtone        |                     | (LC)        |       |
| Souris grise ハツカネズミ (Hatsuka-nezumi) Mus musculus Linnaeus, 1758                                                    | Souris molosse M. m. molossinus Temminck, 1844                                                       | Espèce introduite |                     | (LC)        |       |
| Souris d’Okinawa (ja) オキナワハツカネズミ (Okinawa-hatsuka-nezumi) Mus caroli Bonhote, 1902                              | | Autochtone        |                     | (LC)        |       |
| Rat à épines d’Okinawa オキナワトゲネズミ (Okinawa-toge-nezumi) Tokudaia muenninki Johnson, 1946                          | | Endémique         |                     | (EN)        |       |
| Rat à épines d’Amami アマミトゲネズミ (Amami-toge-nezumi) Tokudaia osimensis Abe, 1933                                    | | Endémique         |                     | (EN)        |       |
| Rat à épines de Tokunoshima トクノシマトゲネズミ (Tokunoshima-toge-nezumi) Tokudaia tokunoshimensis Endo & Tsuchiya, 2006 | | Endémique         |                     | (CR)        |       |
| Rat noir クマネズミ (Kuma-nezumi) Rattus rattus Linnaeus, 1758                                                            | | Espèce introduite |                     | (LC)        |       |
| Rat brun ドブネズミ (Dobu-nezumi) Rattus norvegicus Berkenhout, 1769                                                      | | Espèce introduite |                     | (LC)        |       |
| Rat ta-nezumi クマネズミ (Kuma-nezumi) Rattus tanezumi Temminck, 1844                                                     | | Autochtone        |                     | (LC)        |       |
| Rat polynésien ナンヨウネズミ (Nanyō-nezumi) Rattus exulans Peale, 1848                                                   | | Espèce introduite |                     | (LC)        |       |
| Rat des Ryūkyū ケナガネズミ (Kenaga-nezumi) Diplothrix legatus Thomas, 1906                                               | | Endémique         |                     | (VU)        |       |

### Famille:Myocastoridés
| Nom vulgaire français et japonais, nom binomial et citation d’auteur | Sous espèces et auteur | Origine et statut | Aire de répartition | Statut UICN | Image |
| -------------------------------------------------------------------- | ---------------------- | ----------------- | ------------------- | ----------- | ----- |
| Ragondin ヌートリア (Nūtoria) Myocastor coypus Molina, 1782          |                        | Espèce introduite |                     | (LC)        |       |

## Ordre:Érinacémorphes

### Famille:Erinaceidés
| Nom vulgaire français et japonais, Nom binominal et citation d’auteur                        | Sous espèces et auteur | Origine et statut | Aire de répartition | Statut UICN | Image |
| -------------------------------------------------------------------------------------------- | ---------------------- | ----------------- | ------------------- | ----------- | ----- |
| Hérisson de l’Amour アムールハリネズミ (Amūru harinezumi) Erinaceus amurensis Schrenck, 1859 |                        | Espèce introduite |                     | (LC)        |       |

## Ordre:Soricomorphes

### Famille:Soricidés
| Nom vulgaire français et japonais, Nom binominal et citation d’auteur                                       | Sous espèces et auteur                                                             | Origine et statut | Aire de répartition                                | Statut UICN | Image |
| --- | ---------------------------------------------------------------------------------- | ----------------- | -------------------------------------------------- | ----------- | ----- |
| Musaraigne naine トウキョウトガリネズミ (Tōkyō togari nezumi) Sorex minutissimus Zimmermann, 1780           | S. m. hawkeri                                                                      | Autochtone        |                                                    | (LC)        |       |
| Musaraigne d’Azumi (ja) アズミトガリネズミ (Azumi togari nezumi) Sorex hosonoi Imaizumi, 1935               |                                                                                    | Endémique         | Présente dans les Alpes japonaises (Honshū)        | (LC)        |       |
| Musaraigne masquée バイカルトガリネズミ (Baikaru togari nezumi) Sorex caecutiens Laxmann, 1788              | S. c. saevus                                                                       | Autochtone        | Présente à Hokkaidō et sur certaines îles voisines | (LC)        |       |
| Musaraigne Shinto (en) シントウトガリネズミ (Shinto togari nezumi) Sorex shinto Thomas, 1905                | S. s. shinto                                                                       | Endémique         |                                                    | (LC)        |       |
| Musaraigne Shinto (en) シントウトガリネズミ (Shinto togari nezumi) Sorex shinto Thomas, 1905                | S. s. shikokensis                                                                  | Endémique         |                                                    | (LC)        |       |
| Musaraigne Shinto (en) シントウトガリネズミ (Shinto togari nezumi) Sorex shinto Thomas, 1905                | S. s. sadonis                                                                      | Endémique         |                                                    | (LC)        |       |
| Musaraigne à longues griffes (ja) オオアシトガリネズミ (Ōashi-Togarinezumi) Sorex unguiculatus Dobson, 1890 |                                                                                    | Autochtone        |                                                    | (LC)        |       |
| Grande pachyure ジャコウネズミ (Jakō nezumi) Suncus murinus Linnaeus, 1766                                  | S. m. temmincki                                                                    | Espèce introduite |                                                    | (LC)        |       |
| Musaraigne platycéphale (ja) カワネズミ (Kawa-Nezumi) Chimarrogale platycephala Temminck, 1842              |                                                                                    | Endémique         |                                                    | (LC)        |       |
| Crocidure du Japon (ja) ニホンジネズミ (Nihon Jinezumi) Crocidura dsinezumi Temminck, 1842                  | Crocidure de Saikoku (サイゴクジネズミ, Saikoku-Jiinezumi) C. d. dsinezumi         | Endémique         |                                                    | (LC)        |       |
| Crocidure du Japon (ja) ニホンジネズミ (Nihon Jinezumi) Crocidura dsinezumi Temminck, 1842                  | Crocidure de Honshū (ホンシュウジネズミ, Honshū-Jiinezumi) C. d. chisai            | Endémique         |                                                    | (LC)        |       |
| Crocidure du Japon (ja) ニホンジネズミ (Nihon Jinezumi) Crocidura dsinezumi Temminck, 1842                  | Crocidure de Tanegashima (タネジネズミ, Tane-Jiinezumi) C. d. intermedia           | Endémique         |                                                    | (LC)        |       |
| Crocidure du Japon (ja) ニホンジネズミ (Nihon Jinezumi) Crocidura dsinezumi Temminck, 1842                  | Crocidure d’Okinoshima (オキノシマジネズミ, Okinoshima-Jinezumi) C. d. okinoshimae | Endémique         |                                                    | (LC)        |       |
| Crocidure du Japon (ja) ニホンジネズミ (Nihon Jinezumi) Crocidura dsinezumi Temminck, 1842                  | Crocidure de Yakushima (ヤクシマジネズミ, Yakushima-Jinezumi) C. d. umbrina        | Endémique         |                                                    | (LC)        |       |
| Petit crocidure asiatique (en) コジネズミ (Ko-Jinezumi) Crocidura shantungensis Miller, 1901                |                                                                                    | Autochtone        | Présente dans certaines régions du Japon           | (LC)        |       |
| Crocidure de Watasei (ja) ワタセジネズミ (Watasei Jinezumi) Crocidura watasei Kuroda, 1924                  |                                                                                    | Endémique         | Présente sur les îles Ryūkyū                       | (NT)        |       |
| Crocidure de Orii (ja) オリイジネズミ (Orii Jinezumi) Crocidura orii Kuroda, 1924                           |                                                                                    | Endémique         | Présente sur les îles Amami et Okinawa             | (EN)        |       |

### Famille:Talpidés
| Nom vulgaire français et japonais, Nom binominal et citation d’auteur            | Sous-espèces et auteur         | Origine et statut | Aire de répartition                      | Statut UICN | Image |
| -------------------------------------------------------------------------------- | ------------------------------ | ----------------- | ---------------------------------------- | ----------- | ----- |
| Taupe de True ヒメヒミズ (Hime-himezu) Dymecodon pilirostris True, 1886          |                                | Endémique         | Présente à Honshū                        | (LC)        |       |
| Taupe des montagnes du Japon ヒミズ (Himizu) Urotrichus talpoides Temminck, 1841 | U. t. adversus Thomas, 1908    | Endémique         | Présente à Honshū, Shikoku et Kyūshū     | (LC)        |       |
| Taupe des montagnes du Japon ヒミズ (Himizu) Urotrichus talpoides Temminck, 1841 | U. t. centralis Thomas, 1908   | Endémique         | Présente à Honshū, Shikoku et Kyūshū     | (LC)        |       |
| Taupe des montagnes du Japon ヒミズ (Himizu) Urotrichus talpoides Temminck, 1841 | U. t. hondoensis Thomas, 1918  | Endémique         | Présente à Honshū, Shikoku et Kyūshū     | (LC)        |       |
| Taupe des montagnes du Japon ヒミズ (Himizu) Urotrichus talpoides Temminck, 1841 | U. t. minutus Tokuda, 1932     | Endémique         | Présente à Honshū, Shikoku et Kyūshū     | (LC)        |       |
| Taupe des montagnes du Japon ヒミズ (Himizu) Urotrichus talpoides Temminck, 1841 | U. t. talpoides Temminck, 1841 | Endémique         | Présente à Honshū, Shikoku et Kyūshū     | (LC)        |       |
| Taupe Mizura ミズラモグラ (Mizura mogura) Euroscaptor mizura Günther, 1880       |                                | Endémique         | Présente à Honshū                        | (LC)        |       |
| Taupe d’Azuma アズマモグラ (Azuma mogura) Mogera imaizumii Kuroda, 1957          |                                | Endémique         | Présente à Honshū et Shikoku             | (LC)        |       |
| Taupe de Kobe コウベモグラ (Kōbe mogura) Mogera wogura Temminck, 1842            |                                | Endémique         | Présente à Honshū, Shikoku et Kyūshū     | (LC)        |       |
| Taupe de Sado サドモグラ (Sado mogura) Mogera tokudae Kuroda, 1940               | M. t. etigo                    | Endémique         | Présente uniquement sur l'île de Sado    | (EN)        |       |
| Taupe de Sado サドモグラ (Sado mogura) Mogera tokudae Kuroda, 1940               | M. t. tokudae                  | Endémique         | Présente uniquement sur l'île de Sado    | (EN)        |       |
| Taupe des Senkaku センカクモグラ (Senkaku mogura) Mogera uchidai Abe, 1991       |                                | Endémique         | Présente uniquement sur les îles Senkaku | (CR)        |       |

## Ordre:Chiroptères

### Famille:Pteropodidés
| Nom vulgaire français et japonais, Nom binominal et citation d’auteur                                   | Sous-espèces et auteur                                                                                  | Origine et statut            | Aire de répartition | Statut UICN            | Image |
| --- | --- | ---------------------------- | ------------------- | ---------------------- | ----- |
| Roussette des Ryūkyū オリイオオコウモリ (Ori-ōkōmori) Pteropus dasymallus Thomas, 1906                  | Roussette d’Erabu P. d. dasymallus                                                                      | Autochtone                   |                     | (CR)                   |       |
| Roussette des Ryūkyū オリイオオコウモリ (Ori-ōkōmori) Pteropus dasymallus Thomas, 1906                  | Roussette de Daitō P. d. daitoensis                                                                     | Autochtone                   | (CR)                |                        |       |
| Roussette des Ryūkyū オリイオオコウモリ (Ori-ōkōmori) Pteropus dasymallus Thomas, 1906                  | Roussette d’Orii P. d. inopinatus                                                                       | Autochtone                   | (VU)                |                        |       |
| Roussette des Ryūkyū オリイオオコウモリ (Ori-ōkōmori) Pteropus dasymallus Thomas, 1906                  | Roussette de Yaeyama P. d. yayeyamae                                                                    | Autochtone                   | (VU)                |                        |       |
| Roussette à pieds velus (en) オガサワラオオコウモリ (Akage-sawara-ōkōmori) Pteropus pselaphon Lay, 1829 | Roussette à pieds velus (en) オガサワラオオコウモリ (Akage-sawara-ōkōmori) Pteropus pselaphon Lay, 1829 | Endémique                    |                     | (EN)                   |       |
| Roussette d’Okinawa (en) オキナワオオコウモリ (Okinawa-ōkōmori) Pteropus loochoensis Gray, 1870         | Roussette d’Okinawa (en) オキナワオオコウモリ (Okinawa-ōkōmori) Pteropus loochoensis Gray, 1870         | Endémique (statut incertain) |                     | (possiblement éteinte) |       |

### Famille:Rhinolophidés
| Nom vulgaire français et japonais, Nom binominal et citation d’auteur                                                  | Sous-espèces et auteur                                                                            | Origine et statut | Aire de répartition                                 | Statut UICN | Image |
| --- | ------------------------------------------------------------------------------------------------- | ----------------- | --------------------------------------------------- | ----------- | ----- |
| Petit Rhinolophe du Japon (ja) コキクガシラコウモリ (Kokikugashira-kōmori) Rhinolophus cornutus Temminck, 1835         | Rhinolophe d’Orii (オリイコキクガシラコウモリ, Orii-kokikugashira-kōmori) R. c. orii Kuroda, 1923 | Endémique         | Îles principales du Japon (Honshū, Shikoku, Kyūshū) | (EN)        |       |
| Rhinolophe d’Okinawa リュウキュウキクガシラコウモリ (Ryūkyū-kikugashira-kōmori) Rhinolophus pumilus Temminck, 1834     | R. p. pumilus                                                                                     | Endémique         | Îles Ryūkyū (Okinawa, Amami, Tokunoshima)           | (LC)        |       |
| Rhinolophe d’Okinawa リュウキュウキクガシラコウモリ (Ryūkyū-kikugashira-kōmori) Rhinolophus pumilus Temminck, 1834     | R. p. miyakonis Kuroda, 1924                                                                      | Endémique         | Îles Miyako                                         | (LC)        |       |
| Rhinolophe de Yaeyama (en) ヤエヤマキクガシラコウモリ (Yaeyama-kikugashira-kōmori) Rhinolophus perditus Andersen, 1923 | Rhinolophe d’Imaizumi (en) R. p. perditus Andersen, 1918                                          | Autochtone        | Îles Yaeyama (Ishigaki, Iriomote)                   | (EN)        |       |
| Rhinolophe de Yaeyama (en) ヤエヤマキクガシラコウモリ (Yaeyama-kikugashira-kōmori) Rhinolophus perditus Andersen, 1923 | R. p. imaizumii Hill & Yoshikuki, 1980                                                            | Autochtone        | Îles Yaeyama (Ishigaki, Iriomote)                   | (EN)        |       |
| Grand rhinolophe キクガシラコウモリ (Kikugashira-kōmori) Rhinolophus ferrumequinum Schreber, 1774                      | Grand rhinolophe キクガシラコウモリ (Kikugashira-kōmori) Rhinolophus ferrumequinum Schreber, 1774 | Autochtone        |                                                     | (LC)        |       |

### Famille:Hipposideridés
| Nom vulgaire français et japonais, Nom binominal et citation d’auteur                | Sous-espèces et auteur   | Origine et statut | Aire de répartition                       | Statut UICN | Image |
| ------------------------------------------------------------------------------------ | ------------------------ | ----------------- | ----------------------------------------- | ----------- | ----- |
| Phyllorhine roux (ja) カグラコウモリ (Kagura-kōmori) Hipposideros turpis Bangs, 1901 | H. t. turpis Bangs, 1901 | Endémique         | Îles Ryūkyū (Okinawa, Amami, Tokunoshima) | (EN)        |       |

### Famille:Vespertilionidés
| Nom vulgaire français et japonais, Nom binominal et citation d’auteur                                            | Sous-espèces et auteur                                                                                           | Origine et statut | Aire de répartition         | Statut UICN | Image |
| --- | --- | ----------------- | --------------------------- | ----------- | ----- |
| Murin d’Ikonnikov ヒメホオヒゲコウモリ (Hime-ehōhigekōmori) Myotis ikonnikovi Ognev, 1905                        | ヒメホオヒゲコウモリ (Hime-hōhigekōmori) M. i. ikonnikovi                                                        | Autochtone        |                             | (LC)        |       |
| Murin d’Ikonnikov ヒメホオヒゲコウモリ (Hime-ehōhigekōmori) Myotis ikonnikovi Ognev, 1905                        | シナノホオヒゲコウモリ (Shinano-hōhigekōmori) M. i. hosonoi Maeda, 1980                                          | Endémique         | (DD)                        |             |       |
| Murin de sibérie (en) シベリアコウモリ (Shiberia-kōmori) Myotis sibericus Ognev, 1927                            | Murin de sibérie (en) シベリアコウモリ (Shiberia-kōmori) Myotis sibericus Ognev, 1927                            | Autochtone        |                             | (LC)        |       |
| Murin de Yanbaru (en) ヤンバルホオヒゲコウモリ (Yanbaru-hōhigekōmōri) Myotis yanbarensis Maeda & Matsumura, 1998 | Murin de Yanbaru (en) ヤンバルホオヒゲコウモリ (Yanbaru-hōhigekōmōri) Myotis yanbarensis Maeda & Matsumura, 1998 | Endémique         | Forêt de Yanbaru à Okinawa. | (CR)        |       |
| Murine sombre (ja) クチバテングコウモリ (Kuchibatengu-kōmori) Murina tenebrosa Yoshiyuki (ja), 1970              | Murine sombre (ja) クチバテングコウモリ (Kuchibatengu-kōmori) Murina tenebrosa Yoshiyuki (ja), 1970              | Endémique         | Île de Tsushima             | (CR)        |       |
| Pipistrelles des îles bonin オガサワラアブラコウモリ (Ozasawara-aburakōmori) Pipistrellus sturdeei) Thomas, 1915 | Pipistrelles des îles bonin オガサワラアブラコウモリ (Ozasawara-aburakōmori) Pipistrellus sturdeei) Thomas, 1915 | Éteint            |                             | (EX)        |       |

### Famille:Molossidés
| Nom vulgaire français et japonais, Nom binominal et citation d’auteur                          | Sous-espèces et auteur                                                                         | Origine et statut | Aire de répartition          | Statut UICN | Image |
| ---------------------------------------------------------------------------------------------- | ---------------------------------------------------------------------------------------------- | ----------------- | ---------------------------- | ----------- | ----- |
| Tadaride d’Asie (ja) オヒキコウモリ (Ohiki-kōmori) Tadarida insignis Blyth, 1862               | Tadaride d’Asie (ja) オヒキコウモリ (Ohiki-kōmori) Tadarida insignis Blyth, 1862               | Autochtone        | Honshū, Shikoku, Kyūshū      | (LC)        |       |
| Tadaride noire (ja) スミイロオヒキコウモリ (Sumīkōhiki-kōmori) Tadarida latouchei Thomas, 1920 | Tadaride noire (ja) スミイロオヒキコウモリ (Sumīkōhiki-kōmori) Tadarida latouchei Thomas, 1920 | Autochtone        | Okinawa, Amami, îles Yaeyama | (NT)        |       |

## Ordre:Cétacés

### Famille:Balaenopteridés
| Nom vulgaire français et japonais, Nom binominal et citation d’auteur                  | Sous-espèces et auteur                                                          | Origine et statut | Aire de répartition | Statut UICN | Image |
| -------------------------------------------------------------------------------------- | ------------------------------------------------------------------------------- | ----------------- | ------------------- | ----------- | ----- |
| Rorqual bleu シロナガスクジラ (Shironagasukujira) Balaenoptera musculus Linnaeus, 1758 | B. m. musculus Linnaeus, 1758                                                   | Espèce migratrice |                     | (EN)        |       |
| Rorqual bleu シロナガスクジラ (Shironagasukujira) Balaenoptera musculus Linnaeus, 1758 | B. m. intermedia Burmeister, 1865                                               | Espèce migratrice |                     | (EN)        |       |
| Rorqual bleu シロナガスクジラ (Shironagasukujira) Balaenoptera musculus Linnaeus, 1758 | B. m. brevicauda Ichihara, 1966                                                 | Espèce migratrice |                     | (EN)        |       |
| Rorqual commun ナガスクジラ (Nagasukujira) Balaenoptera physalus Linnaeus, 1758        | Rorqual commun ナガスクジラ (Nagasukujira) Balaenoptera physalus Linnaeus, 1758 | Espèce migratrice |                     | (VU)        |       |
| Petit rorqual イワシクジラ (Iwashikujira) Balaenoptera acutorostrata Lacépède, 1804    | B. a. scammoni Deméré, 1986                                                     | Espèce migratrice |                     | (LC)        |       |

### Famille:Delphinidés
| Nom vulgaire français et japonais, Nom binominal et citation d’auteur          | Sous-espèces et auteur                  | Origine et statut           | Aire de répartition | Statut UICN | Image |
| ------------------------------------------------------------------------------ | --------------------------------------- | --------------------------- | ------------------- | ----------- | ----- |
| Orque シャチ (Shachi) Orcinus orca Linnaeus, 1758                              | Non définies                            | Espèce migratrice           |                     | (DD)        |       |
| Dauphin commun à bec court マイルカ (Mairuka) Delphinus delphis Linnaeus, 1758 | D. d. delphis Linnaeus, 1758            | Espèce migratrice           |                     | (LC)        |       |
| Dauphin commun à bec court マイルカ (Mairuka) Delphinus delphis Linnaeus, 1758 | D. d. ponticus Barabash-Nikiforov, 1935 | Espèce migratrice           |                     | (LC)        |       |
| Grand dauphin ハンドウイルカ (Handōiruka) Tursiops truncatus Montagu, 1821     | T. t. truncatus Montagu, 1821           | Espèce côtière et pélagique |                     | (LC)        |       |
| Grand dauphin ハンドウイルカ (Handōiruka) Tursiops truncatus Montagu, 1821     | T. t. ponticus Barabash-Nikiforov, 1940 | Espèce côtière et pélagique |                     | (LC)        |       |

### Famille:Phocénidés
| Nom vulgaire français et japonais, Nom binominal et citation d’auteur        | Sous-espèces et auteur        | Origine et statut | Aire de répartition | Statut UICN | Image |
| ---------------------------------------------------------------------------- | ----------------------------- | ----------------- | ------------------- | ----------- | ----- |
| Marsouin commun ネズミイルカ (Nezumi-iruka) Phocoena phocoena Linnaeus, 1758 | P. p. phocoena Linnaeus, 1758 | Erratique         |                     | (VU)        |       |
| Marsouin commun ネズミイルカ (Nezumi-iruka) Phocoena phocoena Linnaeus, 1758 | P. p. relicta Abdusholi, 1966 | Erratique         |                     | (VU)        |       |

### Famille:Dugongidés
| Nom vulgaire français et japonais, Nom binominal et citation d’auteur | Sous-espèces et auteur                            | Origine et statut           | Aire de répartition | Statut UICN | Image |
| --------------------------------------------------------------------- | ------------------------------------------------- | --------------------------- | ------------------- | ----------- | ----- |
| Dugong ジュゴン (Jugon) Dugong dugon Müller, 1776                     | Dugong ジュゴン (Jugon) Dugong dugon Müller, 1776 | En danger critique au Japon |                     | (CR)        |       |

## Ordre:Artiodactyles

### Famille:Cervidés
| Nom vulgaire français et japonais, Nom binominal et citation d’auteur | Sous-espèces et auteur                                                          | Origine et statut | Aire de répartition | Statut UICN | Image |
| --------------------------------------------------------------------- | ------------------------------------------------------------------------------- | ----------------- | ------------------- | ----------- | ----- |
| Cerf sika ニホンジカ (Nihonjika) Cervus nippon Temminck, 1838         | Cerf d’Ézo エゾシカ (Ezo shika) C. n. yesoensis Heude, 1884                     | Endémique         |                     | (LC)        |       |
| Cerf sika ニホンジカ (Nihonjika) Cervus nippon Temminck, 1838         | Sika de Honshū ホンシュウジカ (Honshū jika) C. n. centralis Kishida, 1930       | Endémique         | (LC)                |             |       |
| Cerf sika ニホンジカ (Nihonjika) Cervus nippon Temminck, 1838         | Sika de Kyūshū キュウシュウジカ (Kyūshū jika) C. n. nippon Temminck, 1838       | Endémique         | (LC)                |             |       |
| Cerf sika ニホンジカ (Nihonjika) Cervus nippon Temminck, 1838         | Sika de Kerama ケラマジカ (Kerama jika) C. n. keramae Kuroda, 1924              | Endémique         | (EN)                |             |       |
| Cerf sika ニホンジカ (Nihonjika) Cervus nippon Temminck, 1838         | Sika de Tsushima ツシマジカ (Tsushima jika) C. n. pulchellus Kuroda, 1924       | Endémique         | (VU)                |             |       |
| Cerf sika ニホンジカ (Nihonjika) Cervus nippon Temminck, 1838         | Sika de Taïwan タイワンジカ (Taiwan jika) C. n. taiouanus Swinhoe, 1864         | Espèce introduite | (NT)                |             |       |
| Muntjac de Reeves キョン (Kyon) Muntiacus reevesi Ogilby, 1839        | Muntjac de Reeves キョン (Kyon) Muntiacus reevesi Ogilby, 1839                  | Espèce introduite | Île d'Izu Ōshima    | (LC)        |       |
| Sambar サンバー (Sanba) Rusa unicolor Kerr, 1792                      | Sambar des Bonin ボニンジカ (Bonin jika) Rusa unicolor boninensis Kishida, 1930 | Éteint            | Îles Ogasawara      | (EX)        |       |

### Famille:Suidés
| Nom vulgaire français et japonais, Nom binominal et citation d’auteur | Sous-espèces et auteur                                                                         | Origine et statut | Aire de répartition                       | Statut UICN | Image |
| --------------------------------------------------------------------- | ---------------------------------------------------------------------------------------------- | ----------------- | ----------------------------------------- | ----------- | ----- |
| Sanglier イノシシ (Inoshishi) Sus scrofa Linnaeus, 1758               | Sanglier du Japon ニホンイノシシ (Nihon inoshishi) S. s. leucomystax Temminck, 1838            | Endémique         |                                           | (LC)        |       |
| Sanglier イノシシ (Inoshishi) Sus scrofa Linnaeus, 1758               | Sanglier des Ryūkyū (ja) リュウキュウイノシシ (Ryūkyū inoshishi) S. s. riukiuanus Kuroda, 1924 | Endémique         | Îles Ryūkyū (Okinawa, Amami, Tokunoshima) | (LC)        |       |

### Famille:Bovidés
| Nom vulgaire français et japonais, Nom binominal et citation d’auteur             | Sous-espèces et auteur | Origine et statut | Aire de répartition | Statut UICN | Image |
| --------------------------------------------------------------------------------- | ---------------------- | ----------------- | ------------------- | ----------- | ----- |
| Saro du Japon ニホンカモシカ (Nihon-kamoshika) Capricornis crispus Temminck, 1836 |                        | Endémique         |                     | (LC)        |       |

## Ordre:Carnivores

### Famille:Canidés
| Nom vulgaire français et japonais, Nom binominal et citation d’auteur | Sous-espèces et auteur                                                           | Origine et statut | Aire de répartition         | Statut UICN | Image |
| --------------------------------------------------------------------- | -------------------------------------------------------------------------------- | ----------------- | --------------------------- | ----------- | ----- |
| Chien viverrin japonais Nyctereutes viverrinus Temminck, 1838         | ホンドタヌキ (Hondo-Tanuki) N. v. viverrinus Temminck, 1838                      | Endémique         | N. v. viverrinusN. v. albus | (LC)        |       |
| Chien viverrin japonais Nyctereutes viverrinus Temminck, 1838         | Chien viverrin d’Hokkaidō エゾタヌキ (Ezo-Tanuki) N. v. albus Hornaday, 1904     | Endémique         | N. v. viverrinusN. v. albus | (LC)        |       |
| Renard roux アカキツネ (Aka-Kitsune) Vulpes vulpes Linnaeus, 1758     | Renard roux du Japon ホンドキツネ (Hondo-Kitsune) V. v. japonica Gray, 1868      | Endémique         |                             | (LC)        |       |
| Renard roux アカキツネ (Aka-Kitsune) Vulpes vulpes Linnaeus, 1758     | Renard roux de Sakhaline キタキツネ (Kita-Kitsune) V. v. schrencki Kishida, 1924 | Autochtone        | (LC)                        |             |       |
| Loup gris ハイイロオオカミ (Haīro-ōkami) Canis lupus Linnaeus, 1758   | Loup du Japon ニホンオオカミ (Nihon-ōkami) C. l. hodophilax Temminck, 1839       | Éteint            |                             | (EX)        |       |
| Loup gris ハイイロオオカミ (Haīro-ōkami) Canis lupus Linnaeus, 1758   | Loup d’Hokkaidō エゾオオカミ (Ezo-ōkami) C. l. hattai Kishida, 1924              | Éteint            |                             | (EX)        |       |

### Famille:Ursidés
| Nom vulgaire français et japonais, Nom binominal et citation d’auteur       | Sous-espèces et auteur                                                                     | Origine et statut | Aire de répartition | Statut UICN | Image |
| --------------------------------------------------------------------------- | ------------------------------------------------------------------------------------------ | ----------------- | ------------------- | ----------- | ----- |
| Ours noir d’Asie ツキノワグマ (Tsukinowaguma) Ursus thibetanus Cuvier, 1823 | Ours noir du Japon U. t. japonicus ニホンツキノワグマ (Nihon-tsukinowaguma) Schlegel, 1857 | Endémique         |                     | (VU)        |       |
| Ours brun ヒグマ (Higuma) Ursus arctos Linnaeus, 1758                       | Ours brun de l’Oussouri U. a. lasiotus エゾヒグマ (Ezo-higuma) Lydekker, 1897              | Autochtone        |                     | (LC)        |       |

### Famille:Mustélidés
| Nom vulgaire français et japonais, Nom binominal et citation d’auteur         | Sous-espèces et auteur                                                                         | Origine et statut | Aire de répartition | Statut UICN | Image |
| ----------------------------------------------------------------------------- | ---------------------------------------------------------------------------------------------- | ----------------- | ------------------- | ----------- | ----- |
| Vison itatsi ニホンイタチ (Nihon-Itachi) Mustela itatsi Temminck, 1844        | M. i. itatsi                                                                                   | Endémique         |                     | (LC)        |       |
| Vison itatsi ニホンイタチ (Nihon-Itachi) Mustela itatsi Temminck, 1844        | M. i. sho                                                                                      | Endémique         |                     | (LC)        |       |
| Petite belette イイズナ (Īzuna) Mustela nivalis Linnaeus, 1758                | Petite belette du Japon (ja) Nihon-īzuna (ニホンイイズナ) Mustela nivalis namiyei Kuroda, 1921 | Endémique         |                     | (LC)        |       |
| Hermine オコジョ (Okojo) Mustela erminea Linnaeus, 1758                       | Hermine du Japon M. e. nippon                                                                  | Endémique         |                     | (LC)        |       |
| Martre à pieds noirs テン (Ten) Martes melampus Wagner, 1841                  | Martre du Japon ニホンテン (Nihon-Ten) M. m. melampus (Wagner, 1840)                           | Endémique         |                     | (LC)        |       |
| Martre à pieds noirs テン (Ten) Martes melampus Wagner, 1841                  | Martre de Tsushima ツシマテン (Tsushima-Ten) M. m. tsuensis (Thomas, 1897)                     | Endémique         | (LC)                |             |       |
| Zibeline クロテン (Kuroten) Martes zibellina Linnaeus, 1758                   | Zibeline d’ézo エゾクロテン (Ezo-kuroten) M. z. brachyura                                      | Endémique         |                     | (NT)        |       |
| Blaireau anakuma ニホンアナグマ (Nihon-Anaguma) Meles anakuma Temminck, 1844  | Blaireau anakuma ニホンアナグマ (Nihon-Anaguma) Meles anakuma Temminck, 1844                   | Endémique         |                     | (LC)        |       |
| Loutre d’Eurasie カワウソ (Kawauso) Lutra lutra Linnaeus, 1758                | Loutre du Japon ニホンカワウソ (Nihon-Kawauso) L. l. nippon                                    | Éteint            |                     | (EX)        |       |
| Loutre de mer ラッコ (Rakkō) Enhydra lutris Linnaeus, 1758                    |                                                                                                | Autochtone        |                     | (EN)        |       |
| Vison d’Amérique アメリカミンク (Amerika-minku) Neovison vison Schreber, 1777 | Vison d’Amérique アメリカミンク (Amerika-minku) Neovison vison Schreber, 1777                  | Espèce introduite |                     | (LC)        |       |

### Famille:Procyonidés
| Nom vulgaire français et japonais, Nom binominal et citation d’auteur | Sous-espèces et auteur                                          | Origine et statut                   | Aire de répartition | Statut UICN | Image |
| --------------------------------------------------------------------- | --------------------------------------------------------------- | ----------------------------------- | ------------------- | ----------- | ----- |
| Raton laveur アライグマ (Araiguma) Procyon lotor Linnaeus, 1758       | Raton laveur アライグマ (Araiguma) Procyon lotor Linnaeus, 1758 | Espèce introduite (espèce invasive) |                     | (LC)        |       |

### Famille:Phocidés
| Nom vulgaire français et japonais, Nom binominal et citation d’auteur                         | Sous-espèces et auteur                                                                        | Origine et statut | Aire de répartition | Statut UICN | Image |
| --------------------------------------------------------------------------------------------- | --------------------------------------------------------------------------------------------- | ----------------- | ------------------- | ----------- | ----- |
| Phoque barbu アゴヒゲアザラシ (Agohige-azarashi) Erignathus barbatus Erxleben, 1777           | E. b. nauticus Pallas, 1811                                                                   | Autochtone        |                     | (LC)        |       |
| Phoque rubané クラカケアザラシ (Kurakage-azarashi) Histriophoca fasciata Zimmermann, 1783     | Phoque rubané クラカケアザラシ (Kurakage-azarashi) Histriophoca fasciata Zimmermann, 1783     | Autochtone        |                     | (LC)        |       |
| Éléphant de mer du nord キタゾウアザラシ (Kita-zōazarashi) Mirounga angustirostris Gill, 1866 | Éléphant de mer du nord キタゾウアザラシ (Kita-zōazarashi) Mirounga angustirostris Gill, 1866 | Rare / Erratique  |                     | (LC)        |       |
| Phoque tacheté ゴマフアザラシ (Gomafu-azarashi) Phoca largha Pallas, 1811                     | Phoque tacheté ゴマフアザラシ (Gomafu-azarashi) Phoca largha Pallas, 1811                     | Autochtone        |                     | (LC)        |       |
| Phoque commun ゼニガタアザラシ (Zenigata-azarashi) Phoca vitulina Linnaeus, 1758              | P. v. stejnegeri Burnett, 1830                                                                | Autochtone        |                     | (LC)        |       |
| Phoque annelé ワモンアザラシ (Wamon-azarashi) Pusa hispida Schreber, 1775                     | Phoque annelé ワモンアザラシ (Wamon-azarashi) Pusa hispida Schreber, 1775                     | Autochtone        |                     | (LC)        |       |

### Famille:Otariidés
| Nom vulgaire français et japonais, Nom binominal et citation d’auteur                      | Sous-espèces et auteur | Origine et statut | Aire de répartition | Statut UICN | Image |
| ------------------------------------------------------------------------------------------ | ---------------------- | ----------------- | ------------------- | ----------- | ----- |
| Otarie à fourrure du Nord キタオットセイ (Kita-ottosei) Callorhinus ursinus Linnaeus, 1758 |                        | Autochtone        |                     | (VU)        |       |
| Lion de mer de Steller トド (Tōdo) Eumetopias jubatus Schreber, 1776                       |                        | Autochtone        |                     | (NT)        |       |
| Lion de mer du Japon ニホンアシカ (Nihon-ashika) Zalophus japonicus Peters, 1866           |                        | Éteint            |                     | (EX)        |       |

### Famille:Félidés
| Nom vulgaire français et japonais, Nom binominal et citation d’auteur                | Sous-espèces et auteur                                                                   | Origine et statut | Aire de répartition               | Statut UICN | Image |
| ------------------------------------------------------------------------------------ | ---------------------------------------------------------------------------------------- | ----------------- | --------------------------------- | ----------- | ----- |
| Chat-léopard ベンガルヤマネコ (Bengaru-yamameko) Prionailurus bengalensis Kerr, 1792 | Chat de Tsushima ツシマヤマネコ (Tsushima yamaneko) P. b. euptilurus Elliot, 1871        | Endémique         | Île de Tsushima                   | (CR)        |       |
| Chat-léopard ベンガルヤマネコ (Bengaru-yamameko) Prionailurus bengalensis Kerr, 1792 | Chat d’Iriomote イリオモテヤマネコ (Iriomote-yamameko) P. b. iriomotensis Imaizumi, 1967 | Endémique         | Île d’Iriomote (archipel Yaeyama) | (CR)        |       |
| Lynx boréal ユーラシアオオヤマネコ (Yūrashia-ōyamaneko) Lynx lynx Linnaeus, 1758     | Lynx boréal ユーラシアオオヤマネコ (Yūrashia-ōyamaneko) Lynx lynx Linnaeus, 1758         | Éteint            |                                   | (LC)        |       |
| Léopard ヒョウ (Hyō) Panthera pardus Linnaeus, 1758                                  | Probablement P. p. orientalis                                                            | Éteint            |                                   | (CR)        |       |
| Tigre トラ (Tora) Panthera tigris Linnaeus, 1758                                     | Probablement P. t. altaica                                                               | Éteint            |                                   | (EN)        |       |

### Famille:Viverridés
| Nom vulgaire français et japonais, Nom binominal et citation d’auteur    | Sous-espèces et auteur                                                   | Origine et statut | Aire de répartition | Statut UICN | Image |
| ------------------------------------------------------------------------ | ------------------------------------------------------------------------ | ----------------- | ------------------- | ----------- | ----- |
| Civette masquée ハクビシン (Hakubishin) Paguma larvata C. H. Smith, 1827 | Civette masquée ハクビシン (Hakubishin) Paguma larvata C. H. Smith, 1827 | Autochtone        |                     | (LC)        |       |

### Famille:Herpestidés
| Nom vulgaire français et japonais, Nom binominal et citation d’auteur                            | Sous-espèces et auteur                                                                           | Origine et statut | Aire de répartition | Statut UICN | Image |
| ------------------------------------------------------------------------------------------------ | ------------------------------------------------------------------------------------------------ | ----------------- | ------------------- | ----------- | ----- |
| Mangouste de Java ジャワマングース (Java mangūsu) Urva auropunctata Geoffroy Saint-Hilaire, 1836 | Mangouste de Java ジャワマングース (Java mangūsu) Urva auropunctata Geoffroy Saint-Hilaire, 1836 | Espèce introduite |                     | (LC)        |       |